# Augusta Charlotta Le Moine
Augusta Charlotta Le Moine, född 10 september 1809 i Stockholm, död 30 januari 1839 i Uppsala, var en svensk målare och tecknare.
Hon var dotter till konstnären Erik Vilhelm Le Moine och Catharina Elisabeth Gadelius samt syster till tecknaren August Le Moine. Hon fick sin grundläggande konstnärsutbildning av sin far. Hennes konst består av porträtt och miniatyrmåleri.